# 始合齒獸屬
始合齒獸屬（屬名：Eosyodon）是合弓綱獸孔目的一屬，屬於恐頭獸亞目的溝足獸科。化石是一個股骨與其他骨頭。化石發現於美國德州的聖安吉洛組（San Angelo Formation）上層，地質年代相當於二疊紀早期的空谷階。